# Старий Майдан (Хмельницький район)
Старий Майда́н (до 1938 року Старозакревський Майдан, на поч. ХІХ століття Майдан Закржевського, пол. Majdan Zakrzewskiego) — село в Україні, у Вовковинецькій селищній громаді Хмельницького району Хмельницької області. Населення становить 46 осіб.

## Географія
Селом тече річка Безіменна.

## Історія
В 1844 році в селі створено єврейську сільськогосподарську колонію, яка була найбільшою поблизу Деражні і в кінці століття налічувала понад 700 осіб. В 1928 році більшовики перетворили колонію в колгосп Старий Майдан, який прозвали «Їдиш Майдан». Через періодичні погроми в перші два десятиліття 20-го століття, багато жителів села емігрували в Сполучені Штати Америки (а дехто в Ізраїль). В 1941 році жителі Старого Майдану були переведені в Деражнянське гетто і поступово знищені нацистами.